# Gals
Gals (en francés Chules) es una comuna suiza del cantón de Berna, situada en el distrito administrativo del Seeland. Limita al norte con las comunas de Cressier (NE) y Le Landeron (NE), al este con La Neuveville y Erlach, al sur con Tschugg y Gampelen, y al oeste con La Tène (NE) y Cornaux (NE).
Hasta el 31 de diciembre de 2009 situada en el distrito de Erlach.